# MyWiGo
MyWiGo es una multinacional española de smartphones, fundada en 2013. Pese a su corta vida, se convirtió en la empresa de smartphones libres con mayor crecimiento en 2013 y en 2014. Entre sus modelos con mayor éxito de ventas estuvieron las series Excite, Wings y Turia.

## Historia
El origen de MyWiGo arranca en Cirkuit Planet, multinacional de componentes tecnológicos con presencia en más de 90 países que nació en 1999 con en una amplia red de negocio distribuida en América, Europa y Asia y en numerosos canales de distribución; grandes superficies, tiendas de electrónica, de juguetes, para el hogar… minoristas, distribuidores y mayoristas a lo largo de los 5 continentes.
En 2013, tras la compra de la empresa china My World Group, Cirkuit Planet se decide a lanzar su nueva marca de smartphones bajo el nombre comercial de MyWiGo. A los pocos meses de su lanzamiento consiguió ser la marca de telefonía libre con mayor crecimiento en el sector repitiendo en el año 2014 en el que logró superar con creces el resultado del año anterior colocándose a la altura de las marcas con mayor tradición en el mercado.
En 2015 la multinacional con sede en Valencia anunció el lanzamiento del primer smartphone de gama alta desarrollado en España, el MyWiGo UNO Pro. De igual modo, se desarrolló la app MyWiGo Superview para todos sus terminales, un sistema que acerca la tecnología a las personas mayores.
MyWiGo ya está presente en 16 países en Europa, África y Centroamérica.

## Patrocinios
En febrero de 2014, MyWiGo firmó el patrocinio del equipo de baloncesto Valencia Basket. Así, a las puertas de la Copa del Rey, MyWiGo firmó su acuerdo de patrocino con el equipo de la Liga Endesa ACB hasta el 30 de junio de 2015.
En octubre de 2014, MyWiGo hizo lo mismo con el Baloncesto Valladolid, uno de los fundadores de la ACB y que entonces militaba en la segunda liga de España. El acuerdo incluía el nombre de la marca en el del equipo y portar el logo en las camisetas, así como la aplicación de la marca en el pabellón Pisuerga donde disputa sus partidos el MyWiGo Valladolid.
En noviembre de 2014 MyWiGo se introduce en el mundo del fútbol por primera vez. Lo hace con el Girona FC, equipo de la segunda división de fútbol española. Un patrocinio que se ve reflejado en las camisetas de entrenamiento del equipo gironés, así como en la publicidad estática del estadio Montilivi.